# Christina av Sachsen (1505–1549)
Christina av Sachsen, född 25 december 1505, död 15 april 1549 i Kassel, var en lantgrevinna av Hessen; gift i Dresden 11 december 1523 med lantgreve Filip I av Hessen. Hon var ställföreträdande regent i Hessen under sin makes frånvaro 1547–1549.

## Biografi
Christina var dotter till Hertig Georg av Sachsen och Barbara av Polen. 
Äktenskapet arrangerades som en allians mellan Sachsen och Hessen och blev olyckligt; Filip uppgav att han hade samlag med henne av pliktskäl men fann henne motbjudande. År 1540 begick maken, med godkännande från Christina, bigami med sin mätress Margareta von der Saale. Christina gav sitt tillstånd i egenskap av undersåte, då hon betraktade maken som sin suverän.
Då maken 1547 tillfångatogs fungerade hon som regent tillsammans med sin äldste son, Wilhelm. Christina förhindrades i makens testamente att bli förmyndarregent i händelse av hans död, eftersom han var rädd för att hon då skulle behandla hans andra fru och barn illa.

## Barn
1. Anna av Hessen, född 1529, död 1569. Gm Wolfgang av Pfalz-Zweibrücken
2. Wilhelm IV av Hessen-Kassel, född 1532, död 1592.
3. Barbara av Hessen, född 1536, död 1597.
4. Ludvig IV av Hessen-Marburg, 1537, död 1604.
5. Elisabeth av Hessen, född 1539, död 1582.
6. Filip II av Hessen-Rheinfels, född 1541, död 1583.
7. Kristina av Hessen, född 1543, död 1604, gm Adolf av Holstein-Gottorp.
8. Georg I av Hessen-Darmstadt, född 1547, död 1569.
9. Agnes av Hessen, gift 1540 med Moritz, kurfurste av Sachsen.